# Terminal Madero
La Terminal Madero fue una terminal de combis, ubicada en la Avenida Eduardo Madero del barrio de Puerto Madero de la Ciudad de Buenos Aires, Argentina.

## Características
Posee una cubierta de tela y 12 dársenas.